# Comunità territoriale di Uman'
La Comunità territoriale urbana di Uman' (in ucraino Уманська міська громада?) è una hromada ucraina, situata nel distretto di Uman' e nell'oblast' di Čerkasy. Il suo centro amministrativo è la città di Uman'.
L'area della comunità è di 67,2 km², e la popolazione è di 87 905 abitanti (dato del 2023).

## Suddivisioni
Oltre al capoluogo Uman', nella comunità è presente anche il villaggio di Poljanec'ke.